# Rugby en los Juegos del Pacífico Sur 1987
El Rugby en los Juegos del Pacífico Sur 1987 se disputaron en Noumea, Nueva Caledonia, participaron 3 selecciones de Oceania.

## Participantes
- Islas Cook
- Nueva Caledonia
- Tahití

## Fase final

### Medalla de oro
| 1987 | Nueva Caledonia | 22 - 9 | Islas Cook |  |  |

## Medallero
| Pos | Equipo          |
| --- | --------------- |
|     | Nueva Caledonia |
|     | Islas Cook      |
|     | Tahití          |